# 基地業務群 (第3航空団)
第3航空団基地業務群（だい3こうくうだんきちぎょうむぐん）は、三沢基地に所在する第3航空団隷下の部隊である。

## 概要
三沢基地における基地業務を任務とする。また「基地防空隊」を擁しており、各種防空火器（VADS・81式短距離地対空誘導弾・91式携帯地対空誘導弾・基地防空用地対空誘導弾）をもって敵航空機の攻撃からの基地防空の任にもあたっている。

## 部隊編成
- 群本部
- 第3基地防空隊
- 飛行場勤務隊
- 施設隊
- 通信隊
- 管理隊
- 業務隊
- 会計隊
- 衛生隊

## 主要幹部
| 官職名                  | 階級    | 氏名     | 補職発令日     | 前職                                     |
| ----------------------- | ------- | -------- | -------------- | ---------------------------------------- |
| 第3航空団基地業務群司令 | 1等空佐 | 右田竜治 | 2016年04月01日 | 航空幕僚監部人事教育部補任課 人事第2班長 |

| 代 | 氏名       | 在職期間                                                | 前職                                           | 後職                                  |
| -- | ---------- | ------------------------------------------------------- | ---------------------------------------------- | ------------------------------------- |
|    | 吉田穆     | 1962年07月16日 - 1963年04月30日                         | 航空総隊司令部勤務                             | 中部航空方面隊司令部付                |
|    | 鶴田千秋   | 0000年00月00日 - 1965年07月15日                         |                                                | 飛行教育集団司令部人事部長            |
|    | 美田雄次郎 | 0000年00月00日 - 1967年07月16日                         |                                                | 航空幕僚監部人事教育部人事課 計画班長 |
|    | 高田積     | 1967年07月17日 - 1970年07月15日                         | 航空幕僚監部監理部総務課補償班長               | 第3航空団付                           |
|    | 谷輪英男   | 0000年00月00日 - 1973年09月30日                         |                                                | 航空自衛隊幹部学校勤務                |
|    | 酒井眞     | 1973年10月01日 - 1975年02月16日                         | 防衛研修所戦史室戦史編さん官                   | 第3航空団副司令                       |
|    | 酒井眞     | 1975年02月17日 - 1975年03月16日 ※基地業務群司令事務取扱 | 第3航空団副司令                                | 第3航空団副司令                       |
|    | 佐藤正彦   | 1975年03月17日 - 1977年03月15日                         | 航空幕僚監部人事教育部教育課 術科教育班長      | 航空幕僚監部人事教育部教育課長        |
|    |            | 0000年00月00日 - 0000年00月00日                         |                                                |                                       |
|    | 矢田浩司   | 1978年03月31日 - 1978年04月16日                         | 北部航空警戒管制団基地業務群司令               | 航空幕僚監部監理部監理課長            |
|    | 眞舘孝吉   | 1978年04月17日 - 1979年10月15日                         | 第3航空団勤務                                  | 飛行教育集団司令部装備部長            |
|    | 野村哲司   | 1979年10月16日 - 1981年07月31日                         | 航空中央業務隊勤務                             | 自衛隊体育学校第2教育課長             |
|    | 中園進     | 0000年00月00日 - 1983年06月30日                         |                                                | 中央航空通信群基地業務隊長            |
|    | 湊邦夫     | 1983年07月01日 - 1985年07月31日                         | 航空幕僚監部防衛部施設課計画班長               | 航空自衛隊幹部学校勤務                |
|    | 金井義憲   | 1985年08月01日 - 1987年03月15日                         | 航空幕僚監部防衛部通信電子課 プログラム班長    | プログラム管理隊司令                  |
|    | 平岡裕治   | 1987年03月16日 - 1988年03月15日                         | 航空幕僚監部防衛部防衛課 業務計画班長          | 航空幕僚監部監理部総務課広報室長      |
|    | 山口利勝   | 1988年03月16日 - 1989年06月29日                         | 航空幕僚監部防衛部防衛課研究班長               | 航空幕僚監部人事教育部人事課長        |
|    | 森和彦     | 1989年06月30日 - 1991年06月30日                         | 航空幕僚監部人事教育部人事課勤務               | 航空幕僚監部人事教育部教育課長        |
|    | 三澤守     | 1991年07月01日 - 1993年11月30日                         | 航空幕僚監部人事教育部教育課 計画班長          | 航空幕僚監部人事教育部人事計画課長    |
|    | 田母神俊雄 | 1993年12月01日 - 1995年06月29日                         | 航空幕僚監部防衛部防衛課 業務計画班長          | 航空幕僚監部人事教育部厚生課長        |
|    | 浦山長人   | 1995年06月30日 - 1997年03月25日                         | 航空幕僚監部人事教育部補任課 人事第1班長       | 航空幕僚監部人事教育部厚生課長        |
|    | 外薗健一朗 | 1997年03月26日 - 1998年06月30日                         | 航空幕僚監部人事教育部補任課 人事第1班長       | 航空幕僚監部調査部調査課長            |
|    | 松田和彦   | 1998年07月01日 - 1999年07月08日                         | 航空幕僚監部調査部調査諜 調査第3班長           | 航空幕僚監部調査部調査課長            |
|    | 秦啓次郎   | 1999年07月09日 - 2000年06月29日                         | 航空幕僚監部防衛部防衛課研究班長               | 航空幕僚監部防衛部運用課運用調整官    |
|    | 長尾齊     | 2000年06月30日 - 2002年07月31日                         | 自衛隊静岡地方連絡部長                         | 航空保安管制群司令                    |
|    | 古賀久夫   | 2002年08月01日 - 2004年08月29日                         | 航空幕僚監部防衛部防衛課防衛班長               | 航空幕僚監部防衛部装備体系課長        |
|    | 木村達人   | 2004年08月30日 - 0000年00月00日                         | 情報本部勤務                                   |                                       |
|    |            | 0000年00月00日 - 0000年00月00日                         |                                                |                                       |
|    | 塩田修弘   | 2008年04月01日 - 2010年07月22日                         | 航空幕僚監部人事教育部教育課 計画班長          | 第12飛行教育団副司令                  |
|    | 鈴木衛士   | 2010年07月23日 - 2012年11月30日                         | 情報本部勤務                                   | 航空総隊司令部情報課長                |
|    | 横尾広     | 2012年12月01日 - 2014年05月31日                         | 航空幕僚監部防衛部防衛課編成班長               | 航空幕僚監部防衛部装備体系課勤務      |
|    | 大谷康雄   | 2014年06月01日 - 2016年03月31日                         | 航空幕僚監部技術部技術課技術調整官 兼 計画班長 | 航空幕僚監部総務部総務課総務調整官    |
|    | 右田竜治   | 2016年04月01日 -                                        | 航空幕僚監部人事教育部補任課 人事第2班長       |                                       |